# Сулдурци
Сулдурци (мкд. Сулдурци) су насеље у Северној Македонији, у југоисточном делу државе. Сулдурци су насеље у оквиру општине Радовиште.

## Географија
Сулдурци су смештени у југоисточном делу Северне Македоније. Од најближег града, Радовишта, насеље је удаљено 12 km јужно.
Насеље Сулдурци се налази у историјској области Струмица. Насеље је у средишњем делу Радовишког поља, које чини Стара река. Југозападно од села уздиже се планина Смрдеш. Надморска висина насеља је приближно 380 метара. 
Месна клима је блажи облик континенталне због близине Егејског мора (жарка лета).

## Становништво
Сулдурци су према последњем попису из 2002. године имали 228 становника.
Већинско становништво у насељу су етнички Македонци (100%).
Претежна вероисповест месног становништва је православље.